# Tangara (geslacht)
Tangara is een geslacht van zangvogels uit de familie Thraupidae (tangaren).

## Soorten
Het geslacht kent de volgende soorten:
- Tangara arthus  – Goudtangare
- Tangara brasiliensis –  Witbuiktangare
- Tangara callophrys  – Opaalkruintangare
- Tangara chilensis  – Paradijstangare
- Tangara chrysotis  – Goudoortangare
- Tangara cyanocephala  – Roodnektangare
- Tangara cyanotis  – Zilverbrauwtangare
- Tangara cyanoventris  – Blauwborsttangare
- Tangara desmaresti  – Oranjeborsttangare
- Tangara dowii  – Glansvlektangare
- Tangara fastuosa  – Zevenkleurige tangare
- Tangara florida  – Smaragdtangare
- Tangara fucosa  – Groennektangare
- Tangara gyrola  – Okerkaptangare
- Tangara icterocephala  – Zilverkeeltangare
- Tangara inornata  – Grijze tangare
- Tangara johannae  – Blauwbaardtangare
- Tangara labradorides  – Zwartnektangare
- Tangara lavinia  – Roodvleugeltangare
- Tangara mexicana  – Turkooistangare
- Tangara nigroviridis  – Zilvervlektangare
- Tangara parzudakii  – Vuurmaskertangare
- Tangara rufigenis  – Roodwangtangare
- Tangara schrankii  – Groengouden tangare
- Tangara seledon  – Prachttangare
- Tangara vassorii  – Blauwzwarte tangare
- Tangara velia  – Opaalstuittangare
- Tangara xanthocephala  – Geelkoptangare